# ناحیه بورلینگتون، شهرستان لاپیر، میشیگان
ناحیه بورلینگتون (به انگلیسی: Burlington Township) یک منطقهٔ مسکونی در ایالات متحده آمریکا است که در شهرستان لپیر، میشیگان واقع شده‌است.
 ناحیه بورلینگتون ۹۲٫۲ کیلومتر مربع مساحت و ۱٬۴۷۸ نفر جمعیت دارد و ۲۵۵ متر بالاتر از سطح دریا واقع شده‌است.